# مسئله تصمیم‌ناپذیر
یک مسئله تصمیم‌ناپذیر (به انگلیسی: undecidable problem) در نظریه رایانش‌پذیری و نظریه پیچیدگی محاسباتی، یک مسئله تصمیم است که اثبات شده است که «غیرممکن» است که یک الگوریتم برای آن بسازیم که همیشه به یک جواب بله/خیر صحیح برای آن برسد. به عنوان مثال برای مسئله توقف: قابل اثبات است که الگوریتمی که به صورت صحیح تعیین کند که «آیا برنامه‌های اختیاری در هنگام اجرا در نهایت منجر به توقف می شوند» وجود ندارد.
مسئله تصمیم، هرسوال دلخواهی است که جواب آن بله/خیر است که ورودی‌های نامتناهی دارد. به همین خاطر معمولاً مسئله تصمیم، هم ارز با مجموعه ورودی‌هایی که مسئله به جواب بله می‌رسد، تعریف می‌شود. این ورودی‌ها می‌توانند اعداد طبیعی باشند و همچنین می‌توانند انواع دیگر مقادیر مثل رشته‌هایی از یک زبان صوری باشند. با استفاده از یک رمز گذاری مثل شماره گذاری گودال، رشته‌ها به عنوان اعداد طبیعی رمزگذاری می‌شوند؛ بنابراین مسئله تصمیم به‌طور غیررسمی به شکل یک زبان صوری تعبیر می‌شود که با یک مجموعه از اعداد طبیعی معادل است.
بطور رسمی، مسئله تصمیم زیرمجموعه‌ای از اعداد طبیعی است. مسئله غیررسمی متناظر تصمیم‌گیری در مورد این است که آیا عدد داده شده در مجموعه است یانه. مسئله تصمیم A، قابل حل یا عملاً قابل حل نامیده می‌شود، اگرA مجموعه‌ای بازگشتی باشد. یک مسئله تا حدی قابل حل، نیمه حل پذیر، قابل حل یا اثبات است، اگر A مجموعه‌ای قابل شمارش باشد. این بدان معناست که الگوریتمی وجود دارد که وقتی جواب بله است بالاخره متوقف می‌شود اما اگر جواب نه است ممکن است دنباله داشته باشد (ادامه یابد). مسائل نسبتاً قابل حل و هر مسئله دیگری که قابل حل نیست، غیرقابل حل نامیده می‌شود.

## در نظریه محاسبه
در نظریه محاسبه، مسئله خاتمه پذیر مسئله‌ای قابل حل است که می‌تواند همانند آنچه در ادامه می‌آید بیان شود:
«با دادن توصیف یک مسئله دلبخواهی و ورودی مشخص، تصمیم می‌گیرد که آیا اجرای برنامه متوقف شود یا برای همیشه ادامه یابد.»
آلن تورینگ در سال ۱۹۳۶ ثابت کرد که الگوریتم جامع قابل اجرا در ماشین تورینگ که مسئله خاتمه پذیر را برای همه جفت‌های ممکن ورودی برنامه حل کند لزوماً نمی‌تواند وجود داشته باشد؛ بنابراین مسئله خاتمه پذیر برای ماشین تورینگ، غیرقابل حل است.

## ارتباط با نظریه ناقص گودل
مفاهیمی که در نظریه ناقص گودل مطرح می‌شود بسیار شبیه به مفاهیمی هستند که در مسئله دنباله‌دار مطرح می‌شود و اثبات‌ها کاملاً شبیه هستند. در حقیقت، شکلی ضعیف تر از اولین نظریه ناقص، پیامدی طبیعی از غیرقابل حل بودن مسئله خاتمه پذیر است. این شکل ضعیف تر متفاوت از گزاره استاندارد نظریه ناقص است که تأکید دارد بر اصل بدیهی مستدل، محکم، کامل همه گزاره‌ها دربارهٔ این که اعداد طبیعی غیرقابل حصولند. قسمت مستدل، قسمت ضعیف است بدین معنا که ما نیاز به سیستم بدیهی در مورد اثبات گزاره‌های فقط درست دربارهٔ اعداد طبیعی داریم. اظهارنظر در مورد این که بیان شکل استاندارد اولین نظریه ناقص گودل، کاملاً بی ارتباط با سوالات حقیقت است، مربوط است به مسئله‌ای که آیا امکان اثبات دارد یا نه مهم است. شکل ضعیف نظریه می‌تواند از غیرقابل حل بودن مسئله خاتمه پذیر همان‌طور که در ادامه می‌آید، اثبات شود. فرض کنید که ما اصل بدیهی محکم و کاملی از همه گزاره‌های منطقی نوع اول در مورد اعداد طبیعی داریم؛ بنابراین ما می‌توانیم الگوریتمی بسازیم که همه این گزاره‌ها را محاسبه کند: بدین معنا که الگوریتم (N(n ی وجود دارد که با دادن عدد طبیعی n، گزاره منطقی نوع اول درستی را در مورد اعداد طبیعی محاسبه کند که برای همه گزاره‌های درست، حداقل یک n ی وجود دارد که (N(n آن گزاره را می‌دهد. اکنون تصور کنید که می‌خواهیم تصمیم بگیریم که آیا الگوریتمی با تصویر a روی ورودی i متوقف می‌شود. می‌دانیم که این گزاره با گزاره منطقی نوع اول (H(a,i بیان می‌شود. چون اصل بدیهی کامل است پس در ادامه به آن به دنباله آن n ای مثل این (N(n)=H(a,i یا ‘n مثل این (N(n’)=H(a,i وجود دارد؛ بنابراین اگر ما همه n را تکرار کنیم تا جایی که حتی (H(a,i یا نقیض آن دست پیدا کنیم، پس برای همیشه متوقف خواهیم شد. بدین معنا که به ما الگوریتمی می‌دهد که به مسئله خاتمه پذیر خاتمه می‌دهد. در نتیجه، ما می‌دانیم که چنین الگوریتمی نمی‌تواند وجود داشته باشد و در ادامه، فرض وجود اصل بدیهی کامل و محکمی از همه گزاره‌های منطقی نوع اول در مورد اعداد طبیعی باید غلط باشد.

## مثال‌هایی از مسائل غیرقابل حل
مقاله اصلی: فهرست مسائل غیرقابل حل
مسائل غیرقابل حل می‌توانند مربوط به عنوان‌های متفاوتی مثل دستگاه‌های انتزاعی، منطقی یا شیوه منظم سازمان یافته topology، باشد. توجه داشته باشید از آن جایی که تعداد زیادی مسئله غیرقابل حل، غیرقابل محاسبه هستند؛ بنابراین هر فهرستی حتی یکی از آن‌هایی که طول بی پایانی دارند، لزوماً کامل نیستند.

## مثال‌هایی از گزاره‌های غیرقابل حل
دو معنای متفاوت از کلمه غیرقابل حل در استفاده امروزی، وجود دارد. اولین معنا در رابطه با نظریه‌های گودل استفاده می‌شود بدین معنا که یک گزاره در سیستم استنباطی خاصی نه اثبات پذیر و نه رد کردنی است. دومین معنا در ارتباط با نظریه محاسبه استفاده می‌شود در مورد گزاره‌ها به کار نمی‌رود، بلکه در مورد مسائل حل شدنی به کار می‌رود که از نظر قابل شمارش بودن، مجموعه‌های بی پایانی از سوالاتی هستند که هر کدام به یک جواب بله یا نه نیاز دارند. به چنین مسئله‌ای غیرقابل حل گفته می‌شود اگر عملیات محاسبه که به درستی به هر سؤال در مجموعه مسئله پاسخ دهد، وجود نداشته باشد. ارتباط بین این دو معنا این است که اگر مسئله حل شدنی قابل حل نباشد (در معنای تئوری بازگشتی) پس دستگاه رسمی مؤثر محکی که ثابت کند برای هر سؤال A در مسئله یا «جواب A بله است یا جواب A خیر ست» وجود ندارد.
به خاطر این دو، معنای کلمه غیرقابل حل، واژه مستقل، گاهی به جای غیرقابل حل بودن، معنای «نه اثبات پذیر نه رد کردنی» استفاده می‌شود. به هر حال استعمال واژه «مستقل» نیز مبهم است: این واژه می‌تواند فقط معنای «غیرقابل اثبات» دهد در حالی که فضا را برای برداشت آن که یک گزاره مستقل ممکن است رد کردنی باشد، را نیز باز بگذارد.
غیرقابل حل بودن یک گزاره در یک دستگاه استنباطی خاص در دستگاه خودش، به این سؤال اشاره می‌کند که آیا صحت مدار گزاره به خوبی تعریف شده یا آیا می‌تواند با شیوه‌های دیگری تعیین شود. عدم قطعیت فقط اشاره به این دارد که دستگاه استنباطی خاص مورد نظر صحت یا عدم صحت گزاره را ثابت نمی‌کند. هر چند وجود گزاره‌های به اصطلاح کاملاً غیرقابل حل که صحت مقدار آن‌ها یا شناخته شده نیست یا غیر مشخص است، موضوع بحث‌برانگیزی در بین مدارس مختلف فلسفه است.
یکی از اولین مسائلی که مشکوک به غیرقابل حل هستند در معنای دوم واژه، کلمه مسئله برای گروه‌ها است که اولین بار به وسیلهٔ Max Dehn در سال۱۹۱۱ مطرح شد، که از وجود یک گروه ارائه شده پایان پذیر می‌پرسد که برای آن‌ها الگوریتمی وجود ندارد تا تعیین کند آیا دو کلمه ارز هستند یا نه.
- این مسئله در سال۱۹۵۲ مطرح شد.

کار ترکیبی گودل و پاول کوهن، دو مثال دقیق از گزاره‌های غیرقابل حل (در معنای اول کلمه) ارائه می‌دهد: فرضیه سلسله که در ZFC (بدیهی سازی استاندارد تئوری مجموعه) نه اثبات و نه رد می‌شود، و اصل بدیهی انتخاب که در ZF (که همگی به جزء اصل بدیهی گزینه، اصول بدیهی ZFC هستند) نه اثبات و نه رد می‌شود.
این نتایج در تئوری ناقص مورد نیاز نیستند. گودل در سال۱۹۴۰ ثابت کرد که هیچ‌یک از این گزاره‌ها در تئوری مجموعه XFC یا XF نمی‌توانند غیرقابل اثبات باشند.
در سال۱۹۶۰، کوهن اثبات کد که هیچ‌یک از گزاره‌های XF قابل اثبات نیستند و فرضیه زنجیره نمی‌تواند از تئوری مجموعه XFC اثبات شود.
در سال۱۹۷۰، ریاضیدان روس یوری ماتیاسویچ نشان داد که مسئله دهم هیلبرت که در سال۱۹۰۰ به عنوان چالشی در برابر ریا ضی دانان قرن آینده مطرح شده بود، قابل حل نبود. چالش هیلبرت به دنبال الگوریتمی بود که همه راه حل‌های معادله Diophantine را پیدا کند. معادله Diophantine مورد کلی‌ترین از نظریه آخر Fermal بود، ما به دنبال ریشه‌های عدد صحیح یک چند جئی د هر عدد متغیر با ضرایب عدد صحیح هستیم؛ بنابراین با داشتن فقط یک معادله اما با n متغیر و وجود راه حل‌های بی پایان بسیاری (که به آسانی یافت می‌شوند) در طرح پیچیده، مسئله با تمرکر فقط بر روی راه حل‌های مقادیر عدد صحیح، دشوار می‌شود.
ماتیاسوویچ با رسم معادله Diophantine، با یک مجموعه محاسبه‌ای برگشتی و با متوسل شدن به نظریه ناقص گودل، نشان که این مسئله غیرقابل حل است.
در سال۱۹۳۶، آلن تورینگ ثابت کد که مسئله پایان ناپذیر – پرسیدن از این که آیا یک تورینگ به برنامه داده شد، خاتمه پیدا می‌کند یا نه – در معنای دوم کلمه غیرقابل حل است. این نتیجه بعدها به وسیلهٔ نظریه رایس عمومیت داده شد.
در سال۱۹۷۳ نشان داده شد که مسئله Whitehead در نظریه گروه، در معنای اول واژه در نظریه مجموعه استاندارد غیرقابل حل است.
در سال۱۹۷۷ پاریس و هارینتگتون ثابت کردند که اصل پاریس – هارینگتون، نسخه‌ای از نظریه رامسی در بدیهی سازی عددی فرض شده به وسیله اصول بدیهی Peano غیرقابل حل هست. اما می‌توان اثبات کرد که در دستگاه بزرگ‌تر عددی نوع دوم درست باشد.
نظریه نمودار درختی کروسکال که در علوم کامپیوتر کاربردهایی دارد نیز از اصول بدیهی Peano غیرقابل حل است اما در نظریه مجموعه قابل اثبات است. در حقیقت نظریه نمودار درختی کروسکال (یا شکل پایان پذیر آن) در یک دستگاه بسیار قوی تر که به وسیله اصول مورد قبولی که بر پایه فلسفه ریاضیات معروف به گزاره اتمی هستند، غیرقابل حل هست.
نظریه گودرتین، گزاره دربارهٔ نظریه رامسی از اعداد طبیعی است که کیربی و پاریس در Peano نشان دادند که غیرقابل حل است.
گریگوری چایتین، گزاره‌هایی غیر قطعی از نظریه اطلاعات الگوریتمی فراهم کرد و نظریه ناقص بودن دیگری در آن زمینه ثابت کرد. نظریه چایتین بیان می‌کند که برای هر نظریه‌ای که بتوان علم اعداد کافی ارائه کرد، C مسلم بالاتری وجود دارد به طوری که عدد خاصی وجود نداشته باشد که در آن نظریه ثابت شده باشد که پیچیدگی کولکوگرو بزرگ‌تر از C داشته باشد. در حالی که نظریه گودل به تناقض گویی کذاب liar و نتایج چایتین به تناقض گویی Berry مربوط است.
در سال۲۰۰۷ محققان کورثر و سایمون با تکیه بر کار اولیه جی.اچ. کانوی در سال۱۹۷۰، ثابت کردند که تعمیم طبیعی مسئله کولاتز، غیرقابل حل است.